# دوغلاس شاندلير
دوغلاس شاندلير (بالإنجليزية: Douglas Chandler؛ بالألمانية: Douglas Chandler) هو صحفي أمريكي وألماني، ولد في 1889 في شيكاغو في الولايات المتحدة، وتوفي في 1976 في تنريفي في إسبانيا.